# REECH
株式会社REECH（REECH Inc.）は、インフルエンサーマーケティング事業、広告代理業を行う日本の企業。
東京都新宿区に本社を置く。グループ親会社のクロス・マーケティンググループは東証プライム市場に上場している。

## 概要
SNSを活用したマーケティング支援を目的に、2018年11月に設立。設立当初より、独自開発のプラットフォーム「REECH DATABASE」によるインフルエンサーのデータ分析・検索・キャスティングを行うことで、インフルエンサーマーケティングの効果最大化を支援。
その後、企画から実行までを一貫して担う「REECH DIRECTION」、TikTokを活用したキャンペーン支援サービス「REECH Buzz」など、多様なSNSプロモーションサービスを展開。企業の目的やターゲットに合わせた最適な施策を提供している。
2023年には、Meta社の新SNS「Threads」にもいち早く対応し、プラットフォームを問わない柔軟な提案を強化。2024年にはTikTok広告（Spark Ads）を組み合わせた再生保証型プロモーションの提供を開始するなど、次世代SNS時代に対応したサービス開発を推進している。
現在はクロス・マーケティンググループの一員として、リサーチやデータに基づいた戦略立案とSNSプロモーションの融合により、企業のマーケティング課題の解決を支援している。

## 沿革
- 2018年
  - 11月 - インフルエンサーマーケティング事業、広告代理業を展開する企業として株式会社REECHを設立
- 2019年
  - 6月 - フォロワー属性解析ができるInstagram特化型インフルエンサーマーケティングプラットフォーム、「REECH」をリリース
- 2020年
  - 8月 - インフルエンサー検索・管理ツール「REECH DATABASE」をリリース
- 2022年
  - 3月 - 株式会社クロス・マーケティンググループの子会社化
  - 5月 - 「Instagramストーリーズ投稿の収集・閲覧機能」を提供開始
  - 6月 - 「Twitterユーザーの検索・分析機能」を提供開始
  - 12月 - 「Instagramリール分析機能」の提供開始
- 2023年
  - 6月 - 株式会社ドゥ・ハウス（現 株式会社エクスクリエ）、株式会社トキオ・ゲッツと業務提携契約を締結
  - 7月 - TikTokでインスタントウィンキャンペーンを実施できる「REECH Buzz」を提供開始
  - 7月 - Meta社のSNSアプリ 「Threads（スレッズ）」に対応したインフルエンサーPRを提供開始
- 2024年
  - 4月 - TikTok動画再生回数保証型のインフルエンサープロモーションパッケージを提供開始

## 事業内容
インフルエンサーを活用したSNSマーケティングの企画・実施・効果分析までを一貫して提供するデジタルマーケティング企業であり、主に以下のサービスを展開している。
1. REECH DATABASE（リーチ データベース）
Instagram、YouTube、TikTok、X（旧Twitter）などのSNSアカウント情報を保有するインフルエンサーデータベース。フォロワー属性や過去投稿の分析、PR事例、インサイト数値などをもとにインフルエンサーの選定・分析が可能。
2. REECH DIRECTION（リーチ ディレクション）
インフルエンサーを活用したSNSプロモーションの企画・制作・進行管理・効果測定までをワンストップで提供するソリューション。クライアントのKPIに応じた最適な戦略を提案し、企画・撮影・レポーティングまで一貫して支援する。
3. REECH Buzz（リーチ バズ）
TikTokを活用した「インスタントウィン（その場で当選がわかる）」型キャンペーン支援サービス。視聴・投稿型の懸賞企画により、ユーザーとのエンゲージメントを高めつつ、自然な商品訴求・理解促進を実現する。
4. 広告運用支援（SNS広告/Spark Ads）
インフルエンサー投稿と広告配信を組み合わせた「Spark Ads」などを活用し、動画視聴数や認知獲得を保証するパッケージサービスを提供。ターゲティング精度の高い広告運用により、SNS施策の効果最大化を図る。

## 関係会社
- 株式会社クロス・マーケティング
- 株式会社メタサイト
- 株式会社メディリード
- 株式会社ウィズワーク
- エンバイロセルジャパン株式会社
- 株式会社エクスクリエ
- 株式会社パスクリエ
- 株式会社クロス・コミュニケーション
- 株式会社オルタナエクス
- 株式会社クリエイティブリソースインスティチュート
- 株式会社トキオ・ゲッツ
- 株式会社トラフィックス
- 株式会社クロス・プロップワークス
- ノフレ食品株式会社
- 株式会社MDIU
- Kadence International Business Research Pte.Ltd.
- Kadence International (Thailand) Co., Ltd.
- Kadence International Inc. CHINA
- 株式会社クロスベンチャーズ